# La Couleur dans les mains
Pour plus de détails, voir Fiche technique et Distribution.
La Couleur dans les mains est un film dramatique français réalisé par Nora Hamdi et sorti en salles le 8 mai 2024.
Le film est adapté du roman éponyme de la réalisatrice.

## Synopsis
La Couleur dans les mains, troisième adaptation du roman éponyme de Nora Hamdi, est sorti en salles le 8 mai 2024. Ce film de 87 minutes, avec Kenza Moumou, Marin Fabre et Mohammed Benazza parmi les acteurs principaux, retrace le parcours de Yasmine, une jeune artiste peintre qui se voit contrainte de changer d’identité pour s’installer à Paris. En adoptant un nouveau nom, elle entreprend malgré elle une exploration des secrets enfouis de sa famille, ses parents ayant perdu la vie durant la période du terrorisme en Algérie. À travers son art et sa quête personnelle, Yasmine plonge dans ses origines, éclairant peu à peu les zones d’ombre de son passé.
Présenté en avant-première au 6ᵉ Festival national de la littérature et du cinéma de la femme de Saïda, en Algérie, le film se distingue par ses plans rapprochés, qui traduisent la profonde introspection des personnages, particulièrement celle de Yasmine. Soutenue par son ami Benoît et sa famille, elle parvient à exprimer ses blessures à travers son art, y trouvant un espace de libération et de réconciliation avec ses racines. L’histoire souligne les défis auxquels Yasmine est confrontée pour s’intégrer sans renier son héritage familial et culturel.
Nora Hamdi aborde également des thématiques brûlantes, comme le racisme institutionnel en France. Elle dénonce notamment l’injonction à changer de nom pour faciliter l’intégration, qu’elle considère comme une forme de colonisation moderne et un acte d’effacement identitaire. La Couleur dans les mains se démarque par son exploration de la quête de soi, de la mémoire familiale et de l’importance du nom en tant que symbole d’un héritage précieux.

## Fiche technique
- Titre : La Couleur dans les mains
- Réalisatrice : Nora Hamdi
- Type : Long-métrage
- Genre : Fiction
- Sous-genre : Drame
- Langue de tournage : Français
- Origine : France
- Année de production : 2023
- Sortie en France : 8 mai 2024
- Durée : 87 minutes
- Numéro de visa : 160.341
- Visa délivré le : 14 août 2023
- Type de couleur : Couleur
- Cadre : 1.85
- Format son : Stéréo
- Classification CNC : Tous publics

## Distribution
- Kenza Moumou : Yasmine Belhifa (créditée comme Moumou Kenza)
- Marin Fabre : Benoît
- Mohamed Benazza : le père
- Oussem Kadri : Malik
- Jeanne Guinebretière : Alice
- Chrystelle Dominguez : Céline
- Dominique Jambert : l'agente
- Julia Gicquel : Sophie
- Peter Lamarque : Charles
- Vincent Mangado : M. Arnaud
- Baya Rehaz : la mère
- Charles Bousquet : harceleur de rue
- Jean-Marc Guillerme : le collectionneur
- Marine Pequignot : patronne de la péniche
- Willy Pevet : M. Guerin
- Sylvie Rolland : collectionneuse
- Olivier Rossetti : patron de la péniche
- Cécile Tass : Mme Guerin